# Kamil Kosowski
Kamil Kosowski, poljski nogometaš, * 30. avgust 1977, Ostrowiec Świętokrzyski, Poljska.
Kosowski je nekdanji nogometaš, ki je igral na položaju vezista, bil je tudi član poljske reprezentance.